# Pjotr Andrejewitsch Stawasser

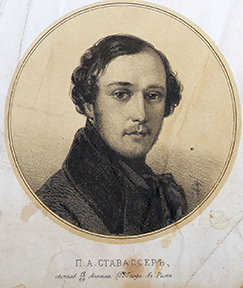
Pjotr Andrejewitsch Stawasser

Pjotr Andrejewitsch Stawasser (russisch Пётр Андреевич Ставассер; * 18. Oktoberjul. / 30. Oktober 1816greg. in St. Petersburg; † 25. April 1850 in Rom) war ein russischer Bildhauer.

## Leben
Der Beamtensohn Stawasser formte bereits in seiner Kindheit Tonfiguren. 1827 kam er in das Internat der Kaiserlichen Akademie der Künste (IACh). Nach seiner Entlassung 1833 konnte er infolge einer zwischenzeitlichen Reform nun als Student wieder in die IACh eintreten. Sein Lehrmeister war dort Samuil Friedrich Halberg. Für seine Arbeiten erhielt Stawasser zwei Kleine Silbermedaillen (1835, 1837), eine Große Silbermedaille (1838) und die Kleine Goldmedaille (1838) für das Basrelief des vor Saul Harfe spielenden David. Nach dem Tod Halbergs am 10. Maijul. / 22. Mai 1839greg. wurde Karl Brjullow Stawassers Lehrer, der Halberg und Alexei Jegorow auf Stawassers Potential hingewiesen hatte. Stawasser schloss das Studium 1839 als Künstler I. Klasse (XIV. Rangklasse) ab mit der Großen Goldmedaille für die Statue eines angelnden Jungen und zusätzlich einer Goldmedaille für Ausdruck. Die Bronze-Version der Statue befindet sich im Park des Schlosses Peterhof.

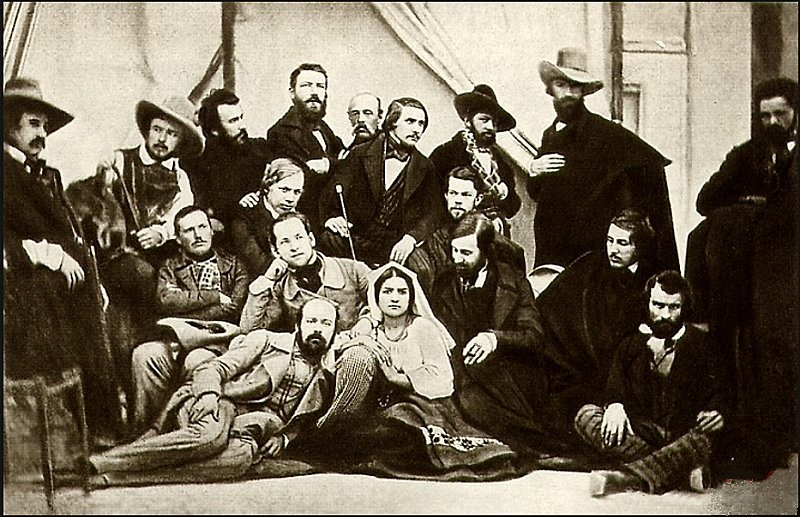
Nikolai Gogol in der Gruppe der russischen Künstler in Rom mit F. I. Eppinger, A.-K. A. Beine, P. K. Notbek, I. Monighetti, P. A. Stawasser, N. A. Ramasanow, Michail Schurupow, P. N. Orlow, A. N. Mokrizki, M. K. Michailow, W. I. Sternberg u. a. (S. L. Lewizki, 1845)

Als Stawasser auf das mit der Großen Goldmedaille verbundene Auslandsreisestipendium wartete, fertigte er mit seinem damaligen Mitschüler Anton Iwanow nach Halbergs Zeichnung das Grabdenkmal für den in Sorrent verstorbenen Maler Sylvester Schtschedrin an. Für die Kirche der IACh schuf Stawasser das Relief des Engels am Teich von Siloah. Zusammen mit Halbergs Schülern Nikolai Ramasanow, Anton Iwanow und Konstantin Klimtschenko führte Stawasser das von Halberg begonnene Projekt zur Errichtung eines Denkmals für Nikolai Karamsin in Simbirsk zu Ende und schuf nach Halbergs Entwurf mit Iwanow die große Figur der Klio. Das Denkmal wurde im August 1845 eingeweiht. Auch fertigte Stawasser einige Büsten an.
1841 wurde Stawasser als Stipendiat der IACh ins Ausland geschickt, worauf er in Rom lebte und arbeitete. Neben Büsten des Architekten Fjodor Eppinger, des Generals Nikolai Rajewski, des Cellisten Michail Wielhorski, des Malers Wassili Sternberg u. a. schuf Stawasser die Statue eines betenden Engels für Fürst Golizyn, für die ihn die IACh 1845 zum Akademiker ernannte, die anmutige Figur der Rusalka und die Gruppe einer Nymphe, der ein Satyr eine Sandale anlegt.
Während der Überschwemmung in Rom 1847 erkältete sich Stawasser sehr  und erkrankte an der Schwindsucht. Eine Behandlung in Bad Ems führte nur zu einer vorübergehenden Linderung, so dass er am 25. April 1850 in Rom starb.

## Werke (Auswahl)

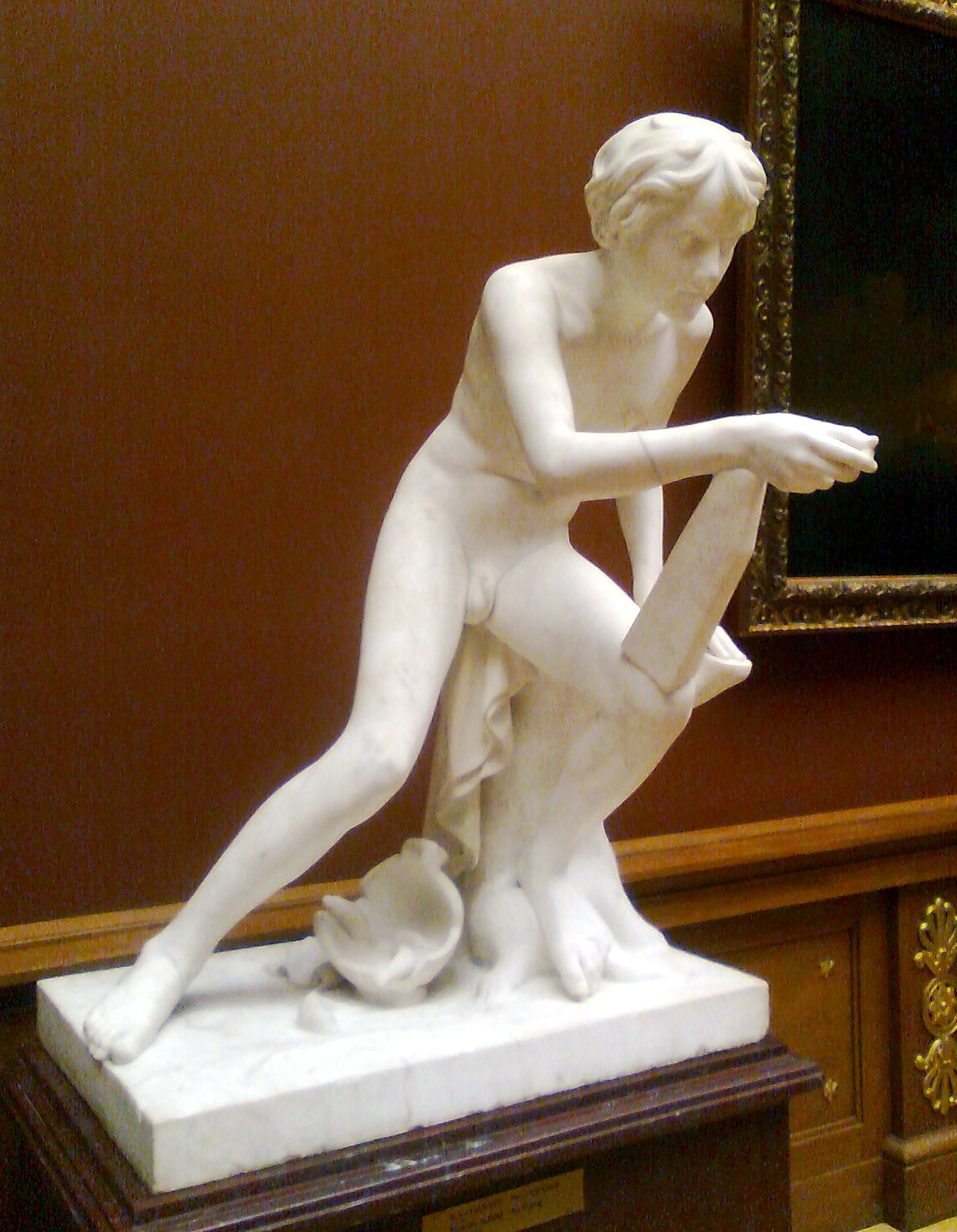
Angelnder Junge (1838), Russisches Museum
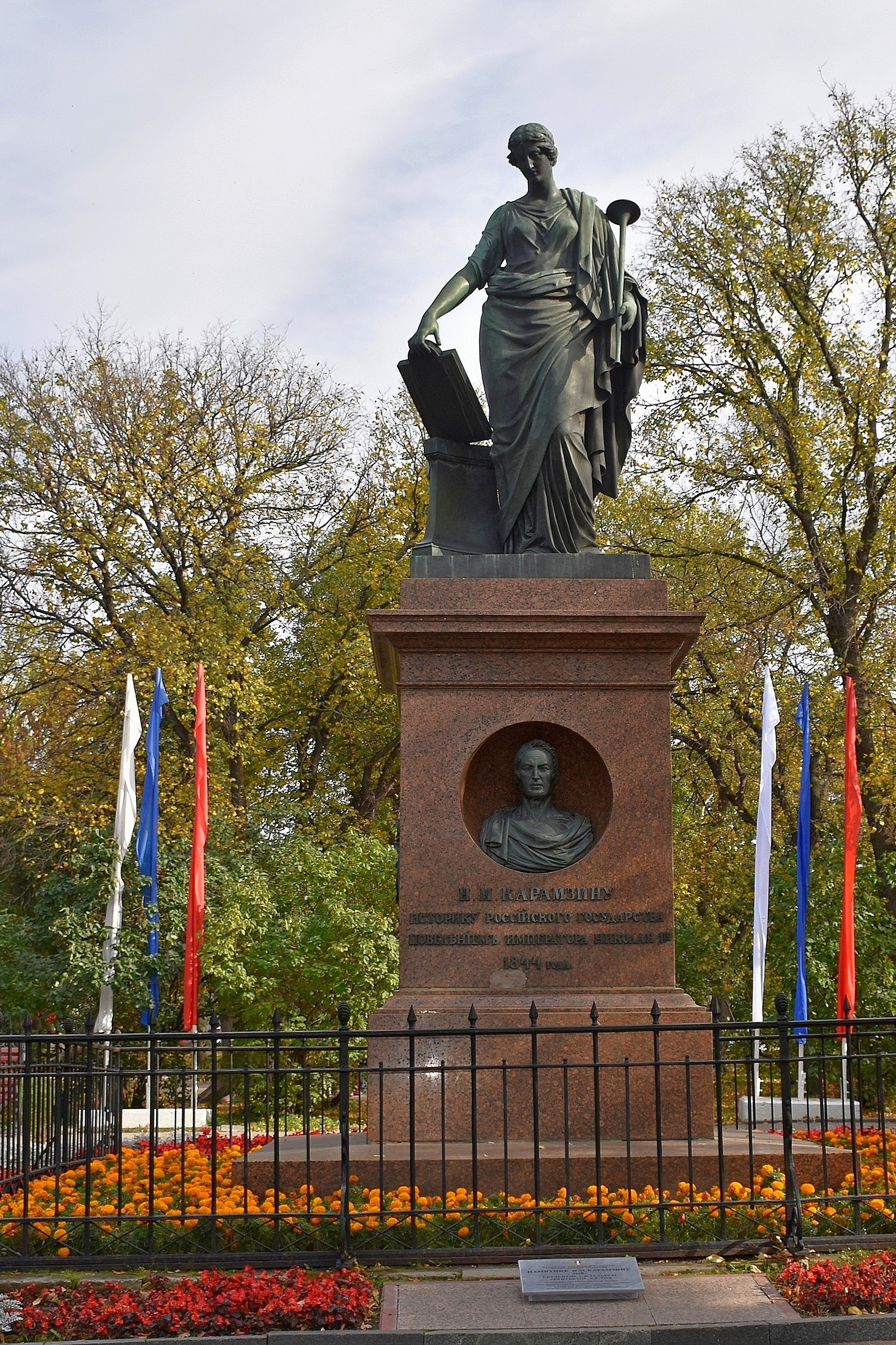
Klio, Karamsin-Denkmal, Simbirsk/Uljanowsk
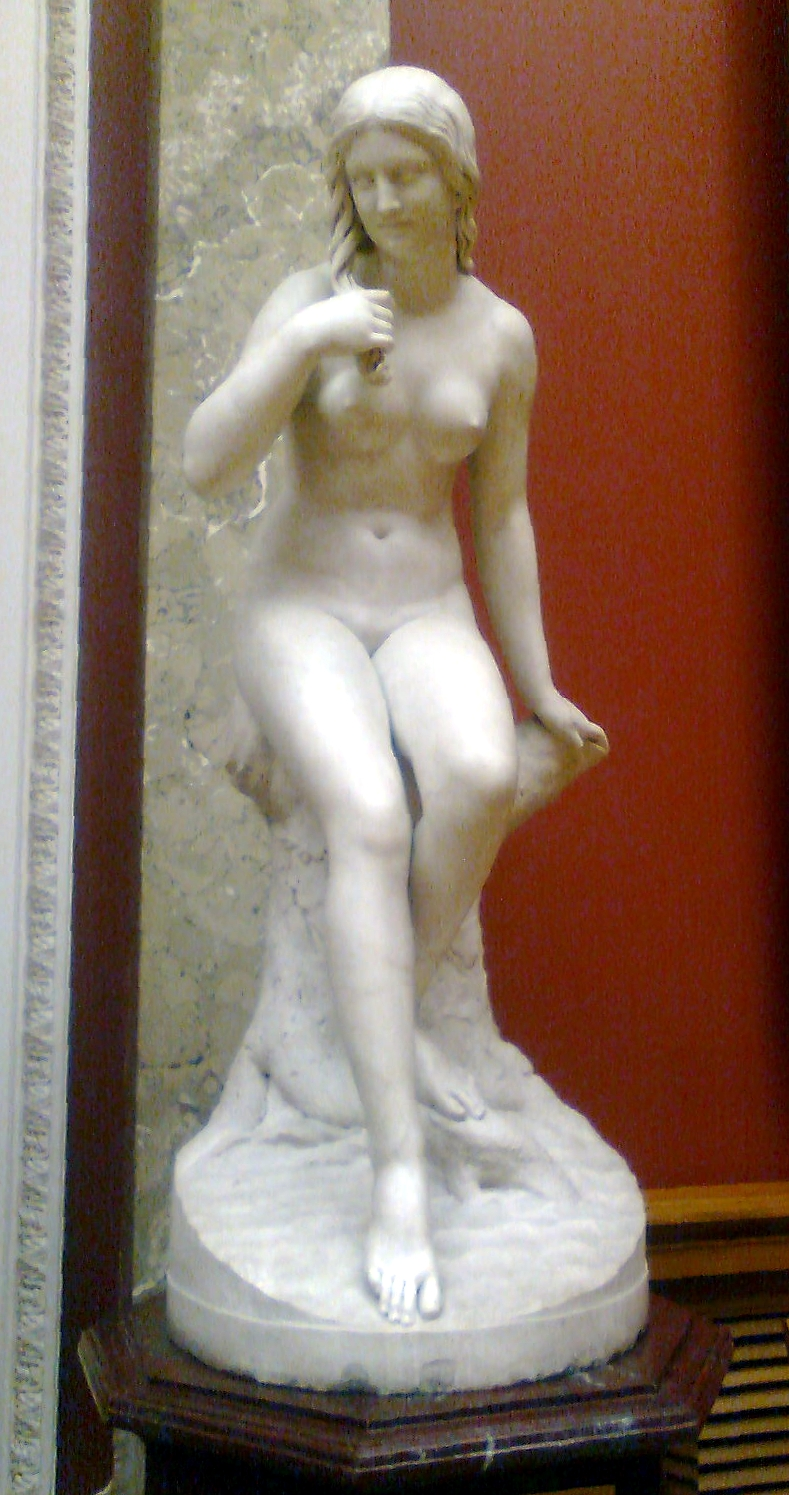
Rusalka (1845), Russisches Museum
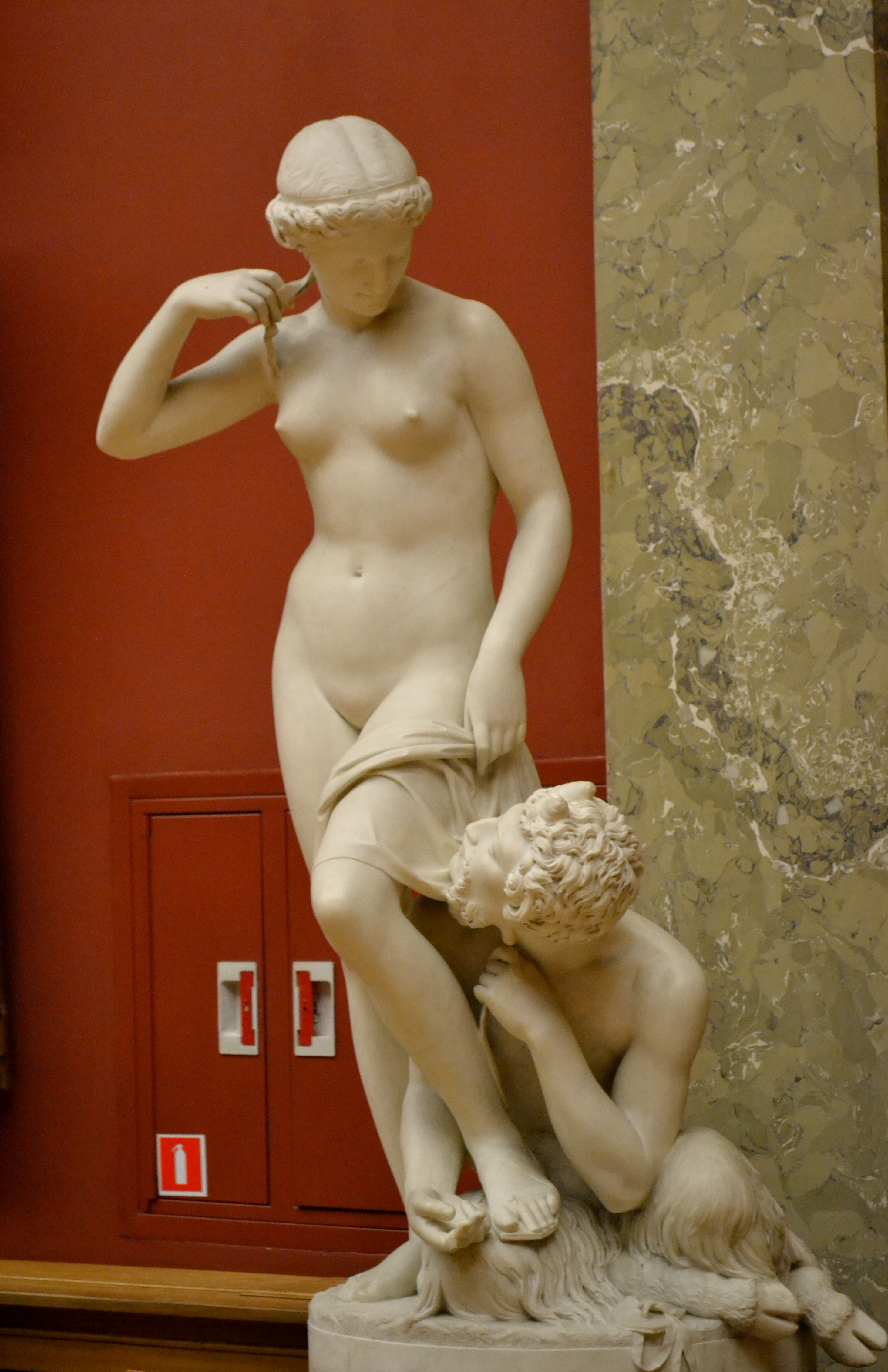
Nymphe mit Satyr (1849), Russisches Museum